# Conocybe ambigua
Conocybe ambigua är en svampart som beskrevs av Watling 1980. Conocybe ambigua ingår i släktet Conocybe och familjen Bolbitiaceae.  Arten är reproducerande i Sverige. Inga underarter finns listade i Catalogue of Life.